# Asheville 300 1967
Asheville 300 1967 var ett stockcarlopp ingående i Nascar Grand National Series (nuvarande Nascar Cup Series) som kördes 2 juni 1967 på den 0,333 mile (535,912 m) långa ovalbanan New Asheville Speedway i Asheville i South Carolina. Totalt avverkades 99,9 miles (160,773 km) fördelat på 300 varv. Banunderlaget var dirt. Loppet vanns av Jim Paschal i en Plymouth på tiden 1:35.07 körande för Tom Friedkin. Paschals snitthastighet uppgick till 63,08 mph. Prispotten uppgick till 4 340 dollar, varav 1 000 dollar gick till segraren.

## Resultat
| Plc     | Nr | Förare          | Team/ bilägare    | Konstruktör | Start | Varv | Ledda varv |
| ------- | -- | --------------- | ----------------- | ----------- | ----- | ---- | ---------- |
| 1       | 14 | Jim Paschal     | Tom Friedkin      | Plymouth    | 5     | 300  | 111        |
| 2       | 2  | Donnie Allison  | J.D. Bracken      | Chevrolet   | 3     | 300  | 157        |
| 3       | 43 | Richard Petty   | Petty Enterprises | Plymouth    | 1     | 298  | 21         |
| 4       | 48 | James Hylton    | Bud Hartje        | Dodge       | 4     | 297  | 11         |
| 5       | 7  | Buddy Arrington | Arrington Racing  | Dodge       | 7     | 281  | 0          |
| 6       | 10 | Gary Sain       | i.u.              | Chevrolet   | 10    | 273  | 0          |
| 7       | 9  | Henley Gray     | Gray Racing       | Ford        | 9     | 272  | 0          |
| 8       | 35 | Max Ledbetter   | Ken Carpenter     | Oldsmobile  | 14    | 266  | 0          |
| 9       | 40 | Eddie Yarboro   | Eddie Yarboro     | Dodge       | 12    | 264  | 0          |
| 10      | 01 | Paul Dean Holt  | Dennis Holt       | Ford        | 11    | 241  | 0          |
| 11      | 32 | Larry Miller    | Larry Miller      | Dodge       | 13    | 143  | 0          |
| 12      | 81 | Jack Ingram     | Tommy Ingram      | Chevrolet   | 2     | 122  | 0          |
| 13      | 57 | George Poulos   | George Poulos     | Plymouth    | 15    | 92   | 0          |
| 14      | 4  | Elmo Langley    | i.u.              | Ford        | 6     | 79   | 0          |
| 15      | 07 | George Davis    | George Davis      | Chevrolet   | 8     | 36   | 0          |
| 16      | 7  | Ed Negre        | Negre Racing      | Ford        | 18    | 19   | 0          |
| 17      | 45 | Bill Seifert    | Seifert Racing    | Ford        | 16    | 10   | 0          |
| 18      | 25 | Jabe Thomas     | Robertson Racing  | Ford        | 17    | 5    | 0          |
| Källor: |    |                 |                   |             |       |      |            |